# Margareta Moșneaga
Margareta Moșneaga (n. 8 ianuarie 1908, Petriș, județul Bălți, gubernia Basarabia, Imperiul Rus – d. 6 septembrie 1991, Ploiești), a fost o profesoară de biologie și muzeografă, care a contribuit la înființarea Muzeului Județean de Istorie și Arheologie Prahova. A adus numeroase contribuții importante în sistematică, geobotanică și muzeologie.

## Cariera
S-a născut la 8 ianuarie 1908, fiind cel mai mare copil al preotului Filip Moșneaga și al soției sale, Claudia, care era învățătoare. A făcut liceul la Cetatea Alba în perioada 1918-1926, avându-l pentru un an de zile ca profesor de istorie pe Dumitru-Munteanu Râmnic. A urmat cursurile Facultății de Științe din cadrul Universității din Iași, absolvind-o în 1932 cu medalia de aur. În 1937 devine profesoară la gimnaziul din Basarabi, fiind transferată la liceul mixt Râșcani doi ani mai târziu. În 1939 ajunge să predea la Liceul de fete din Ismail. În urma alipirii Basarabiei la URSS, Margareta Moșneaga trece Prutul și se refugiază în România, predând biologia la diverse instituții de învățământ din Câmpulung Moldovenesc și Pitești, stabilindu-se în august 1947 la Ploiești.
A contribuit la înființarea Muzeului Județean de Istorie și Arheologie Prahova, care și-a deschis porțile la 1 mai 1953, fiind angajată cu jumătate de normă ca muzeograf. În 1956 este numită director al Muzeul Regional de Științele Naturii, care s-a deschis la 14 februarie 1956, stabilind tematica sa, aducând primele exponate și realizând diorame. A creat secțiunile Muzeul Sării din Slănic Prahova și Muzeul Bucegilor de la Sinaia. A publicat mai multe articole în reviste precum „Natura”, „Ocrotirea Naturii”, „Revista Muzeelor”, fiind și autoarea cărții Monumente ale naturii din bazinele Ialomiței, Prahovei si Buzăului. În 1957 a fost decorată cu Ordinul Muncii clasa a III-a, iar în 1959 a devenit custode onorific al comisiei monumentelor naturii din cadrul Academiei Române. În 1962 a primit titlul de Profesor Fruntaș, iar în 1963 pe cel de Profesor Emerit. Un an mai târziu, în 1964, a fost desemnată drept membră a Comisiei muzeelor științifice din România. În 1970, a primit ordinul Meritul Cultural clasa a II-a, „pentru merite deosebite în activitatea muzeistică și de răspândire a cunoștințelor cultural-științifice”.